# Carex akiyamana
Carex akiyamana är en halvgräsart som beskrevs av Jisaburo Ohwi. Carex akiyamana ingår i släktet starrar, och familjen halvgräs. Inga underarter finns listade i Catalogue of Life.